# Стара Вес Равенска
Стара Вес Равенска (хрв. Stara Ves Ravenska) је насељено место у саставу града Крижевци, Копривничко-крижевачка жупанија, Хрватска.

## Историја
До територијалне реорганизације у Хрватској била је у саставу старе општине Крижевци.

## Становништво
У попису становништва из 2011. године, Стара Вес Равенска је имала 31 становника.
| Број становника према пописима | Број становника према пописима | Број становника према пописима | Број становника према пописима | Број становника према пописима | Број становника према пописима | Број становника према пописима | Број становника према пописима | Број становника према пописима | Број становника према пописима | Број становника према пописима | Број становника према пописима | Број становника према пописима | Број становника према пописима | Број становника према пописима | Број становника према пописима |
| ------------------------------ | ------------------------------ | ------------------------------ | ------------------------------ | ------------------------------ | ------------------------------ | ------------------------------ | ------------------------------ | ------------------------------ | ------------------------------ | ------------------------------ | ------------------------------ | ------------------------------ | ------------------------------ | ------------------------------ | ------------------------------ |
| 1857                           | 1869                           | 1880                           | 1890                           | 1900                           | 1910                           | 1921                           | 1931                           | 1948                           | 1953                           | 1961                           | 1971                           | 1981                           | 1991                           | 2001                           | 2011                           |
| 59                             | 78                             | 105                            | 112                            | 118                            | 128                            | 115                            | 124                            | 109                            | 113                            | 96                             | 102                            | 96                             | 73                             | 54                             | 31                             |

Напомена: До 1900. исказивано под именом Стара Вес.